# جریان عبوری
در هیدرولوژی، جریان عبوری (به انگلیسی: Throughflow) جریان زیرسطحی، زیرگروهی از میان‌جریان (نفوذ)، جریان غیراشباع جانبی آب در ناحیه خاک است که معمولاً از طریق یک واحد زمین‌شناسی بسیار نفوذپذیر که روی واحدی با نفوذپذیری کمتر قرار دارد، گفته می‌شود؛ بنابراین، آب به عنوان جریان برگشتی، پیش یا هم‌زمان با ورود به یک نهر یا آب زیرزمینی به سطح بازمی‌گردد. هنگامی که آب به درون خاک نفوذ می‌کند، هنوز تحت تأثیر گرانش قرار می‌گیرد و به سطح آب نفوذ می‌کند یا اگر نفوذپذیری تغییر کند، به سمت پایین شیب می‌رود. جریان عبوری معمولاً در اوج رویدادهای هیدرولوژیکی (مانند بارش زیاد) رخ می‌دهد. نرخ جریان به هدایت هیدرولیکی محیط زمین‌شناسی بستگی دارد.